# Рудне (Тюльганський район)
Ру́дне (рос. Рудное) — село у складі Тюльганського району Оренбурзької області, Росія.

## Населення
Населення — 207 осіб (2010; 258 у 2002).
Національний склад (станом на 2002 рік):
- росіяни — 96 %